# Toni Graschberger
Toni Graschberger (* 27. Juli 1915 in München; † 2003) war ein deutscher Schauspieler und Intendant an verschiedenen deutschen Theatern.

## Leben und Wirken

### Theaterlaufbahn vor, während und nach dem Zweiten Weltkrieg
In München studierte Graschberger Kunstgeschichte und Kostümkunde und ging dann an die Staatliche Schauspielschule. Er arbeitete am Bayerischen Staatstheater und in Freiberg (Sachsen).
Von Graschberger ist ein Brief aus dem „Osten, im Sommer 41“, an den „lieben Herrn Kurat“ (Pfarrer Wellenhofer) überliefert. Er schrieb:

„Fern aus Rußland, vom Asowschen Meere kommt dieser Brief zu Ihnen.
Wir sind weit vorgestoßen. Mit Beginn des russ. Feldzuges sind wir ja als Panzerdivision an der Spitze. Eine große Vernichtungsschlacht nach der anderen wurde geschlagen, und immer noch ist der Widerstand des Russen hart und zäh. Meter für Meter muß ihm unter schweren blutigen Kämpfen abgerungen werden. Und jetzt stehen wir wieder kurz vor dem größten Unternehmen. Nach dem zu schließen, was hier der Gegner aufgefahren hat, können wir uns auf etwas gefaßt machen. Aber auch dieser Widerstand wird und muß gebrochen werden, und wenn es noch so hart geht. Eines Tages geht es auch mit Rußland zu Ende. Und dann sind wir dem Frieden ein gutes Stück näher gerückt. 
Ich selbst habe hier schon viel gesehen und erlebt. Doch eins füllt vor allem meine Tage hier aus. Eine ungeheure Sehnsucht nach dem Theater … habe ich [durch] das Erlebnis der Front bekommen. Ist mir das Glück beschieden, heil aus dem Krieg zurückzukommen, so hoffe ich, hat mich all das Schwere hier nur reifer gemacht und mich näher zum Wesentlichen gebracht. Allerdings, bis es so weit sein wird, daß ich wieder auf der Bühne stehen darf, wird noch geraume Zeit vergehen. Über das Elend der russ. Bevölkerung ist in unseren Zeitungen … bestimmt geschrieben worden. Und doch kann die ausführlichste Schilderung nicht ein entferntes Bild der Wirklichkeit geben. Solche Zustände sind für uns als Deutsche einfach unfaßbar. Wenn man gezwungen ist, Tag für Tag diese Bilder zu sehen, hat man nur den Wunsch, so schnell wie möglich fort aus diesem Lande. Ich hätte mich sehr gefreut, wenn ich Griechenland … und diese klassischen Stätten gesehen hätte, aber wir sitzen dagegen in diesem Rußland. 
Lieber Herr Kurat, ich muß schließen, es geht weiter. Bitte entschuldigen Sie die schlechte Schrift, ich kann hier nur mit großer Mühe schreiben. Meine Hände machen mir große Schwierigkeiten. Auch des Papieres wegen muß ich um Entschuldigung bitten, es gibt ja in Rußland nicht einmal Briefpapier, ein Schulheft muß als Ersatz dienen. 
Ich bleibe mit den herzlichsten Grüßen Ihr Toni Graschberger
Sobald ich ein wenig Zeit habe, folgt ein ausführlicher Brief.“

Im Winter 1941 wurde Graschberger vom Dienst an der Waffe freigestellt, um an der Großen Oper in Stalino (heute Donezk) „Eugen Onegin“ zu inszenieren. In der Folge erhielt er die Leitung des Hauses, später die der beiden Theater von Nikolajew und der Großen Oper von Odessa.

„In der deutschen Besatzungszeit wurde die Stadt zum Schlachtfeld. Die Gestapo hatte ihren Sitz im heutigen Donbass Palace, die Kommandantur war im späteren Theater-Café untergebracht. Im Stadttheater „Stalino“ – das heutige Opernhaus an der Artjom-Straße – inszenierte Toni Graschberger vom Münchner Staatstheater „Coppélia“ von Léo Delibes und den „Verklungenen Traum“ nach Puschkin. Am Ende wurden auf den Stadtbrachen deutsche Soldatenfriedhöfe angelegt und Kolonnen Kriegsgefangener zogen durch die Ruinen. Später kamen in den Donbass verschleppte Siebenbürger Deutsche.“

Von 1949 bis 1952 hatte er die Intendanz des Stadttheaters Ingolstadt inne. In dieser Zeit führte er ein Karl-May-Stück in einem nahen Steinbruch auf. Später war er am Landesschauspiel Memmingen.

### Cuxhaven, Wiesmoor und Schleswig
Von Memmingen kam Graschberger als Intendant und Geschäftsführer einer Theater-GmbH nach Cuxhaven. Er baute die Freilichtbühne am Schloss Ritzebüttel aus und brachte hier und auf der Freilichtbühne in Wiesmoor (Landkreis Aurich) Karl-May-Inszenierungen: „Winnetou“, „Unter Geiern“ und „Der Schatz im Silbersee“. Die Wiesmoorer Aufführung von „Der Schatz im Silbersee“ wurde 1965 von Bruno Thost inszeniert.
Seit 1967 war Graschberger Intendant der Niederdeutschen Bühne Flensburg und der Schleswiger Speeldeel, von 1968 bis 1973 Intendant des Nordmark-Landestheaters in Schleswig.

### Bad Segeberg
Intendant und Regisseur der Karl-May-Spiele Bad Segeberg war Toni Graschberger von 1971 bis 1974, wo er vor und hinter den Kulissen auch wieder mit Thost zusammenarbeitete.
Aufsehen erregte seine Inszenierung von „Winnetou“ im Jubiläumsjahr 1971, die ihm aber auch Probleme bereitete, weil dort finanzielle Defizite entstanden.
Im Folgejahr brachte Graschberger eine erneute Wiederaufnahme, „In den Schluchten des Balkan“, mit einem deutlichen Zuschauereinbruch. Einzelne Passagen überarbeitete er jeweils mit Thost.
1973 lieh er sich, das einzige Mal in Bad Segeberg, ein Textbuch aus Elspe: Jochen Bludaus Erstbearbeitung von „Unter Geiern – Der Geist des Llano Estacado“.
1974 präsentierte er Bad Segeberg eine weitere, aufwendige Erstaufführung: „Das Vermächtnis des Inka“ als bislang einzige Inszenierung des Romans überhaupt. Das Buch schrieb er zusammen mit Roland Schmid. In der Hörspielaufnahme sprach er die Rolle des Pedro.
Nach schwankenden Zuschauerzahlen wurde sein Vertrag von der Stadt zwei Jahre früher gekündigt.

### Rothenburg ob der Tauber
Von 1979 bis 1986 war Graschberger Regisseur des Historischen Festspiels Der Meistertrunk. Zum 100-jährigen Jubiläum im Jahr 1981 überarbeitete er das Stück grundlegend. In diesem Jahr war er auch für die erstmalige Freilichtaufführung des Stücks auf dem Rothenburger Marktplatz verantwortlich.

### Weitere Arbeiten
Von 1974 bis 1978 war er Intendant des Theaters Hof (Saale) und profilierte sich hier mit Musiktheater.
Unter der künstlerischen Leitung von Graschberger gingen 1981 zwei erfolgssichere Stücke über die romantische Wald- und Felsenbühne am Wehelitzer Berg in Trebgast: Shakespeares „Was ihr wollt“ und Anzengrubers „Doppelselbstmord“.

## Quelle
- Eintrag im Karl-May-Wiki

## Werke
- Textbuch „Das Vermächtnis des Inka“ (zusammen mit Roland Schmid)[16]
- Brief vom Sommer 1941. In: Karl-Theodor Schleicher, Heinrich Walle (Hrsg.): Aus Feldpostbriefen junger Christen 1939–1945. Ein Beitrag zur Geschichte der Katholischen Jugend im Felde (Historische Mitteilungen, Beihefte, Band 60), Stuttgart: Franz Steiner Verlag 2005, S. 204 f.